# Jonathan Archer
Jonathan Archer è un personaggio immaginario dell'universo fantascientifico di Star Trek. Interpretato dall'attore Scott Bakula, appare nella serie televisiva Star Trek: Enterprise.
Dal 2151 al 2161 Archer è il capitano della prima astronave della Flotta Stellare della Terra Unita in grado di viaggiare a curvatura 5 (warp 5), l'Enterprise NX-01. Archer è inoltre un personaggio chiave nella costituzione della Flotta Stellare e della Federazione dei Pianeti Uniti, divenendo presidente della seconda dal 2184 al 2192. Lo storico della Federazione John Gill lo considera "il più grande esploratore del XXII secolo".

## Storia del personaggio
Jonathan Archer nasce nella confederazione della Terra Unita, nello Stato di New York nel 2112, figlio di Henry e Sally Archer. Quando è ancora molto piccolo la sua famiglia si trasferisce a San Francisco in California, dove Jonathan trascorre buona parte della sua vita. Suo padre, Henry Archer, fa parte del team che sviluppa la tecnologia alla base della nave stellare Enterprise NX-01. Jonathan ha vissuto in prima persona le difficoltà affrontate da suo padre nel collaborare con i Vulcaniani. Egli infatti li ha sempre percepiti come un ostacolo allo sviluppo umano, ritenendo che i Vulcaniani volessero rallentare lo sviluppo del motore a curvatura 5. È molto legato al progetto Warp 5 per via di suo padre.
Nel 2124, quando John ha dodici anni, il padre muore a causa della Sindrome di Clark, senza aver visto costruire il primo motore a curvatura 5 per il cui progetto aveva lavorato tutta la vita. La sua scomparsa accresce il risentimento di John per i Vulcaniani, ma lo motiverà a iniziare quanto prima le missioni nello spazio per onorare la memoria del padre.
Dopo aver terminato gli studi all'Università di Stanford, dal 2136 John frequenta l'Accademia di volo dell'appena costituita Flotta Astrale. Nel periodo che va dal 2140 al 2150, con il grado di comandante, è uno dei primi piloti ad effettuare test sulle navi a curvatura sperimentali.
Nel 2151, malgrado la contrarietà dell'Alto Comando Vulcaniano (il quale ritiene i Terrestri non ancora pronti per l'esplorazione spaziale), la Flotta Astrale assegna ad Archer il comando dell'Enterprise, la prima nave stellare dotata di motore a fattore di curvatura 5. La sua prima missione è quella di riportare un Klingon ferito sul suo pianeta, ma una volta portato a termine l'incarico, il Comando di Flotta gli affida la tanto agognata esplorazione di mondi sconosciuti.
Nel 2152 Archer viene condannato all'ergastolo dal tribunale klingon di Nerendra III a lavori forzati sulla colonia penale di Rura Penthe, assieme al suo avvocato klingon Kolos. Archer comunque viene presto soccorso dal suo equipaggio, mentre Kolos (condannato a un anno) decide di rimanere.
Ha un ruolo chiave nel conflitto con gli Xindi e nella fondazione della Federazione dei pianeti uniti, avvenuta nel 2161, della quale in seguito diverrà presidente (dal 2184 al 2192). Nel 2169 diventa ambasciatore della Federazione su Andoria. In seguito diviene Ammiraglio di Flotta. Muore il 2 ottobre 2245, per essere ricordato dai posteri come il più grande esploratore del XXII secolo.

## Caratteristiche del personaggio
Jonathan Archer si presenta come un uomo tranquillo e di indole bonaria, ma è allo stesso tempo un capitano risoluto e determinato nelle sue azioni. Essendo un pioniere dell'esplorazione spaziale, è spinto da una grande intraprendenza e curiosità verso il cosmo e le culture di altri mondi. Quando viene individuato un pianeta adatto alla vita, Archer è entusiasta, e abbandona quasi sempre la postazione di comando per recarsi sulla superficie; è solito infatti comandare personalmente le missioni di ricognizione ed effettuare il primo contatto con altre specie. Astuto e satirico, è contraddistinto da un forte senso di giustizia e in genere mostra di prendere decisioni sagge, anche se talvolta agisce impulsivamente senza consultarsi con i suoi ufficiali. Il suo rapporto con l'equipaggio è molto cordiale e in alcuni casi amichevole. Ripone la massima stima e fiducia in tutte le qualità dei suoi ufficiali, incluso il medico di bordo Phlox.
Archer è legato da un'amicizia di lunga data con il comandante Tucker: i due si sono conosciuti durante il periodo di addestramento nella Flotta.
È in buoni rapporti anche con l'Ammiraglio Forrest, suo diretto superiore al Comando di Flotta, in quanto lo conosce dai tempi dei suoi primi voli a curvatura.
Nonostante apprezzi stare in compagnia, John è un tipo piuttosto solitario e di rado si concede periodi di vacanza. È anche molto riservato riguardo alle sue relazioni sentimentali precedenti alla missione sull'Enterprise. Col tempo rivela di avere avuto, ai tempi dell'Accademia, una relazione importante con Margaret Mullin, ma quando John le aveva chiesto di sposarlo, lei aveva declinato l'invito, non volendo legarsi a un uomo che rischiava la vita nello spazio. Durante la serie Archer ha comunque qualche occasione per innamorarsi di donne di altre specie.
Come la maggior parte dell'equipaggio, è diffidente sull'affidabilità del teletrasporto e non lo utilizza mai se non in casi di estrema emergenza.
È un amante della buona cucina: come Trip afferma in un'occasione, sembra che John avesse preteso a bordo il miglior cuoco della Flotta prima di accettare l'incarico.
Lo sport preferito di Archer è la pallanuoto, che ha praticato da giovane a livello professionistico nella squadra universitaria di Stanford.
Ha un cane di razza beagle di nome Porthos, suo compagno di viaggio sull'Enterprise.

## Interpreti
Jonathan Archer è interpretato in 98 episodi della serie Star Trek: Enterprise dall'attore statunitense Scott Stewart Bakula, che gli presta la voce anche nei videogiochi Star Trek: Legacy (2006) e Star Trek Online (2010). Bakula era già noto per il personaggio del dottor Sam Becket, che aveva interpretato dal 1989 al 1993 nella serie televisiva di fantascienza incentrata sul tema del viaggio nel tempo, In viaggio nel tempo (Quantum Leap), al fianco di Dean Stockwell. La serie gli fece vincere nel 1992 un Golden Globe per il miglior attore in una serie drammatica.
Nell'edizione in lingua italiana di Star Trek: Enterprise, Jonathan Archer viene doppiato da Paolo Marchese.

## Filmografia
- Star Trek: Enterprise - serie TV, 97 episodi (2001-2005)

## Libri (parziale)

### Romanzi
- (EN) The Brave and the Bold, collana Star Trek, vol. 1, New York, Pocket Books, 2002, ISBN 0743419227.
- (EN) Michael A. Martin, The Romulan War. To Brave the Storm, collana Star Trek: Enterprise, n. 14, New York, Pocket Books, 2011, ISBN 1451607156.

## Videogiochi
- Star Trek: Legacy (2006)
- Star Trek Online (2010)
- Star Trek Timelines (2020)